# リナ・ウェルトミューラー
リナ・ウェルトミューラー（Lina Wertmüller, 1928年8月14日 - 2021年12月9日）は、イタリア・ローマ出身の映画監督・脚本家である。スイスの貴族の血筋を引いている。

## 略歴
当初、女優であったが、フェデリコ・フェリーニの『8 1/2』でアシスタントディレクターを務めたことがきっかけで映画監督となった。
1977年の第49回アカデミー賞で、女性監督として初めてアカデミー監督賞にノミネートされた。 女性監督でノミネートされたのは、他にジェーン・カンピオン、ソフィア・コッポラ、キャスリン・ビグロー、グレタ・ガーウィグ、クロエ・ジャオ、エメラルド・フェネルの6人しかいない。
2019年に91歳でアカデミー名誉賞（第92回）を受賞。
日本公開作品はあまり多くないが、2000年代以降も活動を続けている。

## 主な監督作品
- ブラザー・サン シスター・ムーン (1972) 脚本
- 流されて… Sweapt Away  (1974)
- セブン・ビューティーズ Seven Beauties　Pasqualino Settebelleze  (1976)
- 流されて2 Summer Night　Notte D'estate con Profilo Greco Occhi a Mandorla e Odoredi Basilico  (1987)
- ムーンリットナイト On A Moonlit Night　In una notte di chiaro di luna  (1989)
- 土曜日、日曜日と月曜日 Saturday, Sunday and Monday (1990)